# 小鬚強牙巨口魚
小鬚強牙巨口魚（学名：Odontostomias micropogon）为輻鰭魚綱巨口鱼目巨口鱼科的其中一種。分布於東大西洋區，從塞內加爾至那米比亞海域，為深海魚類，棲息深度可達900公尺，體長可達29.5公分。

## 扩展阅读
維基物種上的相關：小鬚強牙巨口魚